# おかわり飯蔵
『おかわり飯蔵』（おかわりはんぞう）は、料理をテーマにした漫画作品。原作は魚柄仁之助、作画は大谷じろう。『週刊ヤングサンデー』誌上で2001年から2003年にかけて連載された。2007年にはテレビドラマ化され、DVDも発売された。

## ストーリー
古道具屋の店主・陣内飯蔵が周囲の人々の悩みやトラブルを解決するため、常識破りの料理を次々と開発する。飯蔵の料理のコンセプトは「安くて、簡単で、身体に良いこと」である。

## 登場人物
陣内 飯蔵（じんない はんぞう）
古道具屋「JIN」の店主。福岡の料亭の息子だが、店を継ぐのが嫌で東京に出てきた。北九州弁まるだしで喋る。包丁が無ければカッターナイフやアーミーナイフを使い、まな板が無ければ酢で拭いた雑誌を使い、乾物を砕くときにはプライヤーを使い、真空パックをするときには自分の肺の吸引力を使う。
面倒見が良く、さくらが持ち込む厄介事に文句を言いつつも付き合ったり、知人の面倒事にも助け舟を出す。しかし異性の好意には鈍感で、さくらのモーションにはなかなか気づかないが、一方でさくらと桐山が2人でいるのを見て動揺したり、さくらが風邪で倒れたときには心配して家まで様子を見に行ったりもする。従妹のカンナに対しては父親代わりのつもりであり、ボーイフレンドを連れてきたときには不可解な言動を取った。横文字が苦手で、「トラブルメーカー」を「トラベルメーカー」と言ったりする。
美咲 さくら（みさき さくら）
駆け出しの雑誌編集者。母性的な優しさがあり、同僚や後輩に気遣いを見せる。取材のため飯蔵と接するうち、彼の特異な才能に気づき、いつか彼の本を出版しようという野心を燃やしはじめる。
初めはEカップの胸を武器にする場面がちょくちょくあったが、飯蔵への恋を意識しはじめてからは控えるようになった。また、はじめは料理があまり上手くできなかったが、飯蔵と関わるうち、それなりに腕を上げた。
小柳 カンナ（こやなぎ かんな）
飯蔵の従妹。福岡から上京し、女優を目指して修行している。金欠のため飯蔵の店に住みついてしまう。
美人だがワガママな性格で、恩人の依頼を無下にしたことがある。
相沢 奈々子（あいざわ ななこ）
さくらの後輩。食生活の乱れから体調を崩し、さくらの紹介により飯蔵と知り合う。
しかし向上心が強すぎるため、のんびり屋のさくらたちに反撥する。飯蔵に対して好意があるかどうかは微妙だが、しげしげと「JIN」に通うさくらに対し、「奥様気取り？」とヤキモチを焼く。
桐山 一樹（きりやま かずき）
新進気鋭のフリーライター。さくらに想いを寄せている。

## 単行本
ヤングサンデーコミックス版
1. 2001年10月5日 ISBN 4-09-152631-4
2. 2001年12月26日 ISBN 4-09-152632-2
3. 2002年4月5日 ISBN 4-09-152633-0
4. 2002年7月5日 ISBN 4-09-152634-9
5. 2002年10月5日 ISBN 4-09-152635-7
6. 2002年12月26日 ISBN 4-09-152636-5
7. 2003年3月5日 ISBN 4-09-152637-3
8. 2003年5月2日 ISBN 4-09-152638-1
9. 2003年8月5日 ISBN 4-09-152639-X
10. 2003年11月5日 ISBN 4-09-152640-3
11. 2004年1月5日 ISBN 4-09-152646-2

## テレビドラマ
2007年1月7日（6日深夜）から同年4月1日（3月31日深夜）までテレビ東京で放送。全13話。
ヒロイン役のキャストは、『週刊ヤングサンデー』『月刊Audition』『CUTiE』『smart』各誌にて募集告知されたオーディションによって決められた。そして、約3000人の応募者の中からグランプリを獲得した川畑麻衣がさくら役に、準グランプリを獲得した宮本ゆりあがカンナ役に選ばれた。このオーディションの模様は、前番組『木村とご飯』の中で放送された。なお、川畑はドラマ本編のほか、番組内ミニコーナー「飯蔵・さくらのにゃんにゃんクッキング」にもメイド服姿で登場していた。

### キャスト

#### レギュラー
- 陣内飯蔵 - 木村祐一
- 美咲さくら - 川畑麻衣
- 遠藤実 - 松澤一之
  - 雑誌『大江戸楽園（パラダイス）』の編集長。
- 西川清二 - 二階堂智
  - 『大江戸パラダイス』の編集デスク。
- 福永沙織 - 中村愛美
  - 大江戸出版の社員。出来る女編集者。
- 谷山昌子 - 橋本晶子
  - 副編集長。
- 橘薫 - 奏谷ひろみ
  - さくらの先輩の編集員。
- 渋沢孝男 - 斉藤一平
  - さくらの先輩の編集員。
- 小柳カンナ - 宮本ゆりあ
- 今井美智子 - 吉武遥
  - さくらの高校の同級生で親友。テレビ局で料理番組のADをしている。
- ハタノ - 松田賢二
  - さくらがファンのバンド「メルトダウン」のメンバー。
- 岡島明 - 河相我聞
  - 平成書院の編集員でさくらの大学時代の先輩。

#### ゲスト
- 下條アトム（第1話）
- 水沢アキ（第7話） - 小柳雪絵（カンナの母親）役
- 赤座美代子（第10話） - 陣内キヌエ（飯蔵の母親）役
- 遠藤久美子（第11話） - 竹内有紀（女優）役

### スタッフ・テーマ曲
- 原作 - 魚柄仁之助、大谷じろう
- チーフプロデューサー - 稲井宏明、山本英夫
- プロデューサー - 坂井茂樹、雑賀俊郎、藤田修
- エンディングテーマ - 「BLACK JELLY」THE SPIN（RandC）
- 監督 - 雑賀俊郎、原桂之介
- 制作協力 - プラファー
- 制作 - テレビ東京、PROTX

### 放送局
| 放送対象地域   | 放送局         | 系列           | 放送期間                | 放送日時                           |
| -------------- | -------------- | -------------- | ----------------------- | ---------------------------------- |
| 関東広域圏     | テレビ東京     | テレビ東京系列 | 2007年1月7日 - 4月1日   | 日曜 2時50分 - 3時20分（土曜深夜） |
| 福岡県         | TVQ九州放送    | テレビ東京系列 | 2007年1月14日 - 4月8日  | 日曜 0時55分 - 1時25分（土曜深夜） |
| 岡山県・香川県 | テレビせとうち | テレビ東京系列 | 2007年1月21日 - 4月15日 | 日曜 0時55分 - 1時25分（土曜深夜） |
| 北海道         | テレビ北海道   | テレビ東京系列 | 2009年1月29日 - 3月26日 | 木曜 1時20分 - 1時50分（水曜深夜） |